# Ruth Bettina Birn
Ruth Bettina Birn (geboren 1952 in Stuttgart) ist eine deutsche Historikerin.

## Leben
Ruth Bettina Birn studierte Geschichte, Orientalistik und Ethnologie in München, Tübingen und Stuttgart. Nach dem Magisterexamen arbeitete sie ab 1976 am Seminar für Zeitgeschichte der Universität Tübingen und ab 1978 bis 1981 am Sonderforschungsbereich für Spätmittelalter und Reformation. Sie forschte in der Zentralen Stelle der Landesjustizverwaltungen zur Aufklärung nationalsozialistischer Verbrechen in Ludwigsburg und wurde 1985 in Stuttgart mit einer Arbeit über die Höheren SS- und Polizeiführer (HSSPF) bei Eberhard Jäckel promoviert. Birn war von 1991 bis 2005 leitende Historikerin in der War Crimes and Crimes Against Humanity Section im kanadischen Justizministerium (Department of Justice/Ministère de la Justice) und lebte in dieser Zeit in Toronto.
Birn veröffentlichte 1997 in der Fachzeitschrift The Historical Journal eine kritische Rezension des 1996 veröffentlichten Bestsellers Hitlers willige Vollstrecker von Daniel Goldhagen. Die Rezension erschien danach außerdem in einem Buch, in welchem auch Norman G. Finkelsteins Kritik an Goldhagen abgedruckt wurde. In der Einleitung zur deutschen Buchausgabe versuchte Hans Mommsen die von Goldhagen mit juristischen Drohungen ausgefochtene Kontroverse zu bewerten.
Birn legte 2006 eine Forschungsarbeit über die deutschen Polizeikräfte im besetzten Europa vor, die auf Archivbeständen des im Zweiten Weltkrieg von den Deutschen besetzten Estland beruht.

## Schriften (Auswahl)

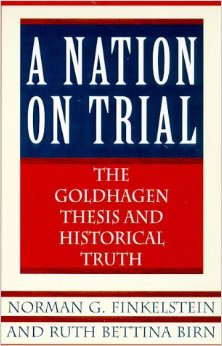
A Nation on Trial (1998)

- Die Höheren SS- und Polizeiführer: Himmlers Vertreter im Reich und in den besetzten Gebieten. Düsseldorf : Droste, 1986.
- mit Volker Riess: Historiographical review: Revising the Holocaust. In: The Historical Journal, 1997, S. 195–215.
  - mit Norman G. Finkelstein: A Nation on Trial: The Goldhagen Thesis and Historical Truth. New York: Henry Holt, 1998,  ISBN 978-0-8050-5871-0.
  - mit Norman G. Finkelstein: Eine Nation auf dem Prüfstand. Die Goldhagen-These und die historische Wahrheit. Übersetzung Bernd Leineweber. Einleitung Hans Mommsen. Hildesheim: Claassen, 1998.
- Die Sicherheitspolizei in Estland 1941–1944: Eine Studie zur Kollaboration im Osten. Paderborn: Schöningh, 2006, ISBN 3-506-75614-1.
- Criminals as manipulative witnesses: a case study of SS General von dem Bach-Zelewski. In: Journal of International Criminal Justice, 9 (2011), 2, S. 441–474.
- Ruth Bettina Birn, Volker Rieß: Sex, Crime und Frauen im Völkermord. Der Holocaust wird neuerdings als Projektionsfläche für die Gender Studies genutzt – mit fragwürdigen Befunden: Ein Einspruch. In: Frankfurter Allgemeine Zeitung, 7. Juli 2016, S. 14.